# BioForge
BioForge è un videogioco d'avventura sviluppato da Origin Systems e pubblicato nel 1995 da Electronic Arts per personal computer.

## Modalità di gioco
Avventura in 3D, BioForge alterna sequenze full motion video a momenti di gameplay tipici dei videogiochi d'azione e rompicapo.

## Accoglienza
Keith Stuart di The Guardian considerò BioForge come uno dei trenta migliori videogiochi dimenticati nel corso del tempo.